# Fuentes de Carbajal
Fuentes de Carbajal es un municipio y villa española de la provincia de León, en la comunidad autónoma de Castilla y León. Cuenta con una población de 76 habitantes (INE 2024).
Situado sobre el arroyo de la Valdeladehesa, afluente del arroyo de Carresanmiguel y este a su vez del «Canal de la Margen izquierda» del río Porma, afluente del río Esla.

## Geografía
Límites
| Noroeste: Villaornate y Castro | Norte: Villabraz            | Noreste: Castilfalé  |
| Oeste: Villaornate y Castro    |                             | Este: Valdemora      |
| Suroeste Campazas              | Sur: Valderas y Gordoncillo | Sureste: Gordoncillo |

## Demografía
Cuenta con una población de 76 habitantes (INE 2024).
| Gráfica de evolución demográfica de Fuentes de Carbajal entre 1857 y 2021 |
| |
| Población de derecho según los censos de población del INE. Población de hecho según los censos de población del INE. Entre el censo de 1857 y el anterior aparece este municipio porque se segrega de Gordoncillo |

## El pueblo

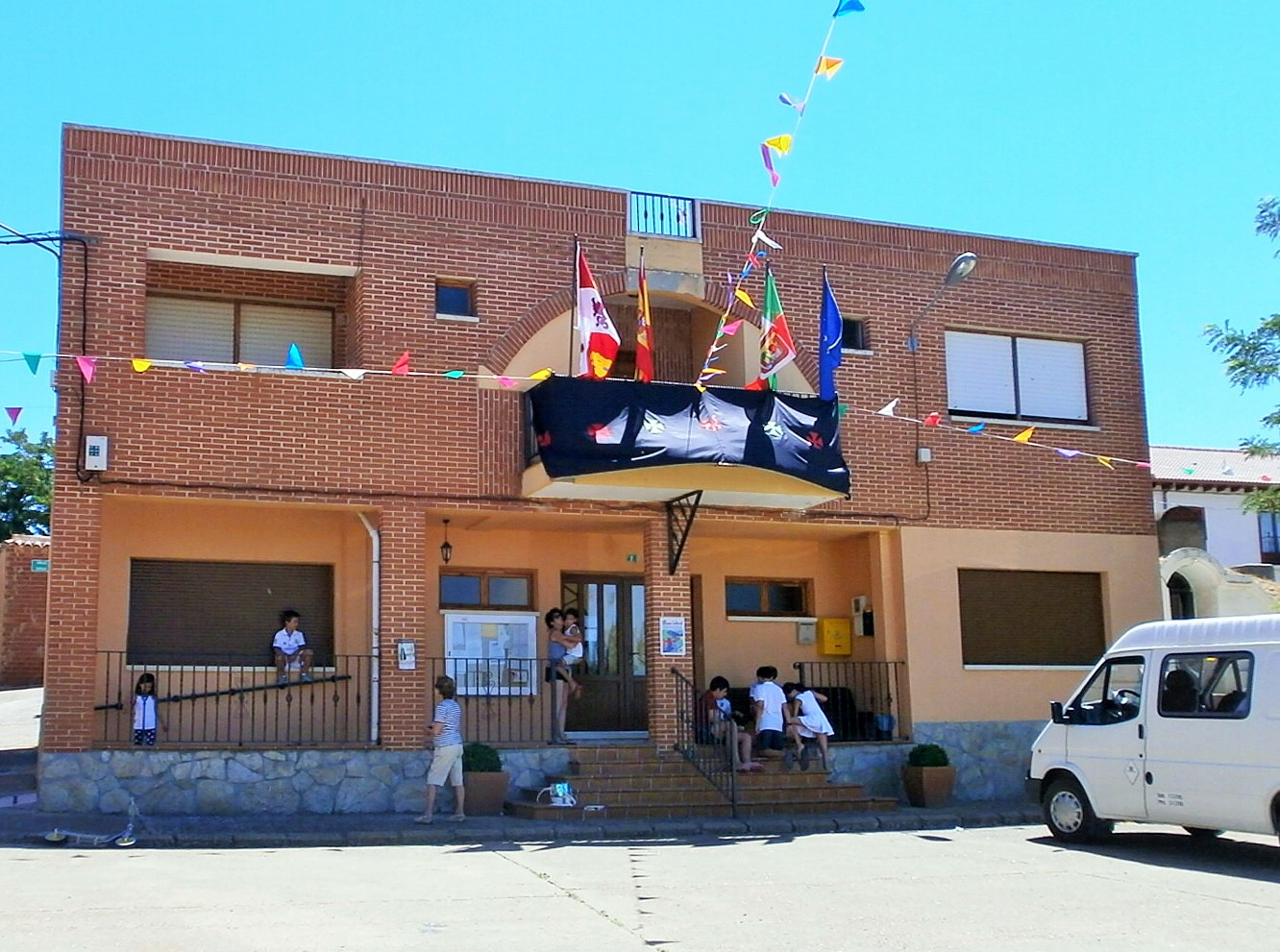
Casa consistorial

El Ayuntamiento se encuentra en la plaza principal que recibe el nombre de plaza de la Constitución. Otras zonas del pueblo son, en la parte alta las eras, que cuentan con una báscula para remolques y maquinaria pesada. En la parte baja las eras bajas. El pueblo es atravesado a la mitad por la carretera general. Sitios muy conocidos del pueblo son la fuentina, fuente de agua natural de donde se ha recogido agua de bebida durante muchos años, la iglesia y el teleclub es un bar del pueblo, centro de reunión social de todos los vecinos tanto a diario como los fines de semana después de misa.

## Fiestas
La fiesta patronal es el día 15 de mayo, celebrada en honor a san Isidro Labrador de la que destaca la procesión con el Santo, la cruz y el pendón, durante la cual se voltean las campanas. 
La fiesta del Sagrado Corazón de Jesús coincide con el último fin de semana del mes de julio y en ella la Cofradía del Sagrado Corazón, organiza una misa asistida con procesión y volteo de campanas. También destaca la fiesta en memoria de todos difuntos, organizada por la Cofradía de las Sagradas Ánimas del Purgatorio, cuyos estatutos datan del 20 de noviembre de 1815, en la cual se dan citan todos los cofrades en casa del Mayordomo (o local prestado para la reunión), quien se encarga de repartir las tradicionales castañas, dulces y licores. Como la mayor parte de los cofrades residen habitualmente en otros municipios esta fiesta se suele celebrar, en lugar del día 20 de noviembre, el sábado posterior a esta fecha.